# Francine McRae
Francine McRae, född den 27 april 1969 i Melbourne, är en australisk softbollspelare.
Hon tog OS-brons i samband med de olympiska softboll-turneringarna 1996 i Atlanta.